# Incidente del Douglas DC-4 di Avianca del 1947
Il 15 febbraio 1947, un Douglas DC-4 della compagnia aerea nazionale Avianca, registrato C-114 si schiantò contro il monte El Tablazo durante il tragitto da Barranquilla a Bogotà, in Colombia, uccidendo tutte le 53 persone a bordo.
Il monte El Tablazo era avvolto nella nebbia quando, alle 12:18 ora locale, il Douglas ci si schiantò contro a un'altitudine di circa 10.500 piedi. La causa dell'incidente è stata stabilita come un errore del pilota, con l'equipaggio che deviò dalla rotta designata e volò al di sotto dell'altitudine di sicurezza.
All'epoca, lo schianto fu il peggiore incidente aereo commerciale della storia, in seguito eguagliato dallo schianto del volo Eastern Air Lines 605 vicino a Baltimora tre mesi dopo. Diversi calciatori professionisti colombiani di Barranquilla perirono nello schianto, tra cui Romelio Martínez, in onore del quale anni dopo prese un nuovo nome lo stadio municipale di Barranquilla.